# Cheilanthes volcanensis
Cheilanthes volcanensis là một loài dương xỉ trong họ Pteridaceae. Loài này được de la Sota mô tả khoa học đầu tiên năm 1972.
Danh pháp khoa học của loài này chưa được làm sáng tỏ. 